# Percy van Lierop
Percy van Lierop (* 25. September 1974 in Eindhoven) ist ein ehemaliger niederländischer Fußballspieler und nunmehriger -trainer.

## Karriere

### Als Spieler
Van Lierop begann seine Karriere bei der PSV Eindhoven, bei der er aber nicht den Sprung zum Profi schaffte. Zur Saison 1993/94 wechselte er zu Willem II Tilburg, wo er für die Reserve spielte. Zur Saison 1994/95 wechselte er nach Belgien zum KFC Dessel Sport. Zur Saison 1995/96 schloss er sich dem KSK Retie Branddonk an. Zur Saison 1996/97 kehrte er in die Niederlande zurück und wechselte zu VV Bladella, wo er bis 2003 spielte.

### Als Trainer
Ab der Saison 2005/06 fungierte van Lierop als Spielertrainer in Österreich beim siebtklassigen WSV Liezen. In dieser Zeit machte er selbst 20 Spiele in der Gebietsliga. Zur Saison 2006/07 verließ er die Steirer und begann im Jugendbereich des FC Red Bull Salzburg zu arbeiten. Dort trainierte er in der Saison 2010/11 auch die U-15-Mannschaft in der Akademie. Nach sechs Jahren verließ er Salzburg nach der Saison 2011/12. Zwischen 2013 und 2015 war er dann in Deutschland im DFI Bad Aibling tätig.
Zur Saison 2015/16 kehrte er wieder in seine Heimat zurück und begann in der Jugend von Ajax Amsterdam zu arbeiten. Bei Ajax war er bis 2019 als Nachwuchskoordinator im Amt. Im Januar 2020 übernahm er dieselbe Position in der Schweiz beim FC Basel. Im Oktober 2021 trennte sich Basel von van Lierop. Im selben Monat wechselte er dann wieder nach Österreich und begann beim Bundesligisten TSV Hartberg mit dem Aufbau einer Akademie, die dann zur Saison 2023/24 an den Start ging.
In der Akademie trainierte er im Anschluss das U-16-Team selbst, zudem wurde er Sportdirektor beim Partnerklub SV Lafnitz. Im Mai 2024 wurde er als Nachfolger von Robert Weinstabl interimistisch für den letzten Spieltag Cheftrainer des Zweitligisten. Zur Saison 2024/25 wurde er dann von Şaban Uzun abgelöst und fungierte als dessen Assistent. Im Januar 2025 löste er wiederum Uzun als Cheftrainer ab. Unter seiner Führung beendete Lafnitz die Spielzeit aber als Tabellenletzter und stieg aus der 2. Liga ab. Zur Saison 2025/26 wurde van Lierop anschließend von Marco Wimmer als Cheftrainer abgelöst und übernahm die Leitung der Akademie der Lafnitzer.